# ميخائيل ماثيوز (لاعب كرة قدم أمريكية)
ميخائيل ماثيوز (بالإنجليزية: Michael Matthews)‏ هو لاعب كرة قدم أمريكية أمريكي، ولد في 9 أكتوبر 1983 في ويست كوفينا في الولايات المتحدة.

## وصلات خارجية
- ميخائيل ماثيوز على موقع مرجع كرة القدم المحترفة.كوم (الإنجليزية)